# صلاة القديس فرنسيس الأسيزي

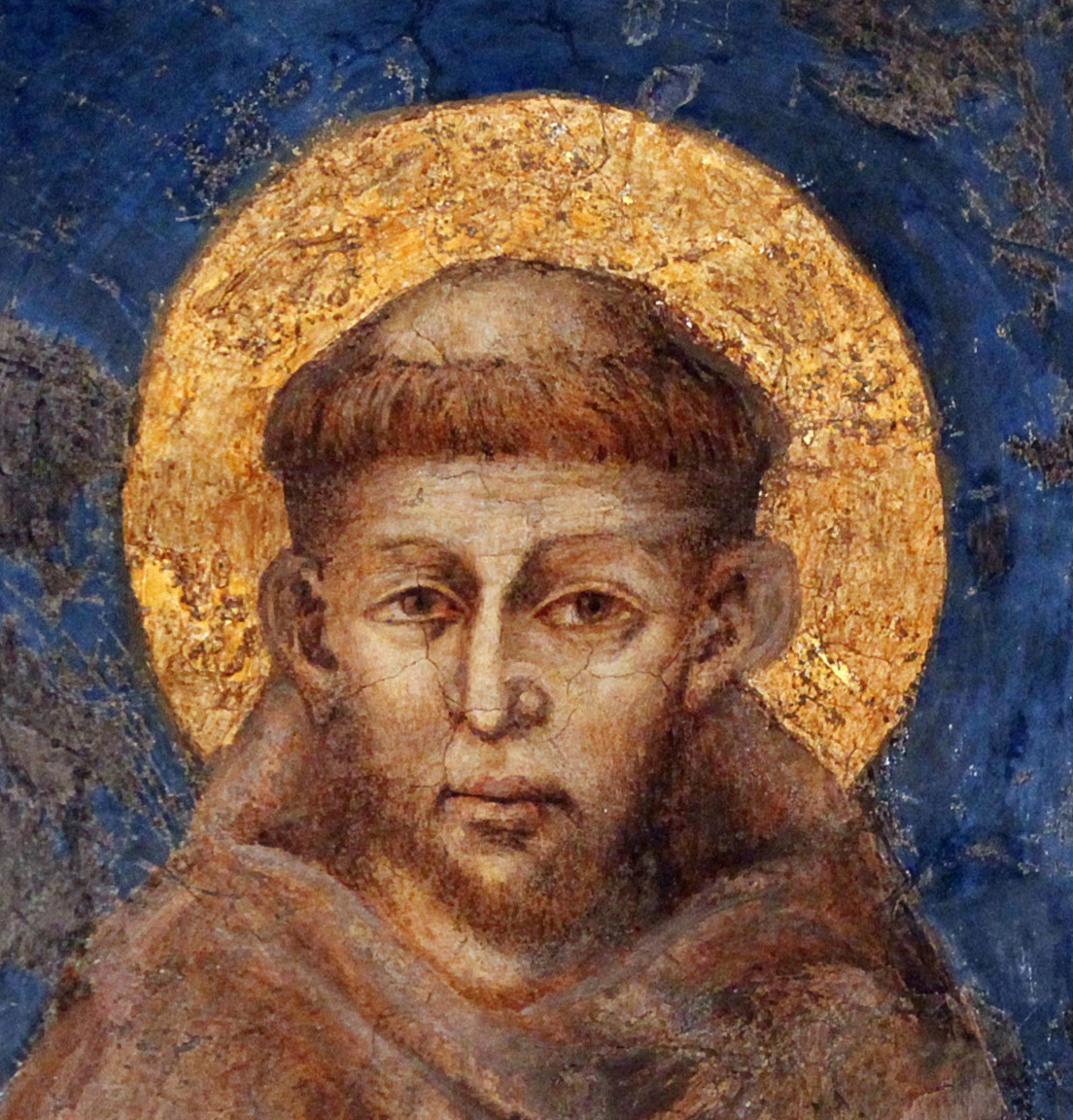
فرنسيس الأسيزي.

صلاة القديس فرنسيس الأسيزي هو دعاء منسوب إلى الراهب الكاثوليكي فرنسيس الأسيزي، وإن كانت هذه النسبة محل شك.
الدعاء نقل إلى العربية بعدة صيغ، وجاء بعنوان «يا رب اجعلني أداة لسلامك»، ومن هذه الترجمات:
وحيث يوجد الحق، أقدم التسامح والمغفرة.
وحيث توجد الفرقة، أن أعمل لاجل الوحدة.
وحيث يوجد الخطأ والباطل، أن أنطق بالحق.
وحيث يوجد اليأس، أن ادخل الرجاء والأمل.
وحيث يوجد الحزن، أن أدخل الفرح